# Монтемањо (Пистоја)
Монтемањо је насеље у Италији у округу Пистоја, региону Тоскана.
Према процени из 2011. у насељу је живело 211 становника. Насеље се налази на надморској висини од 171 м.